# Sébastien René Lenormand

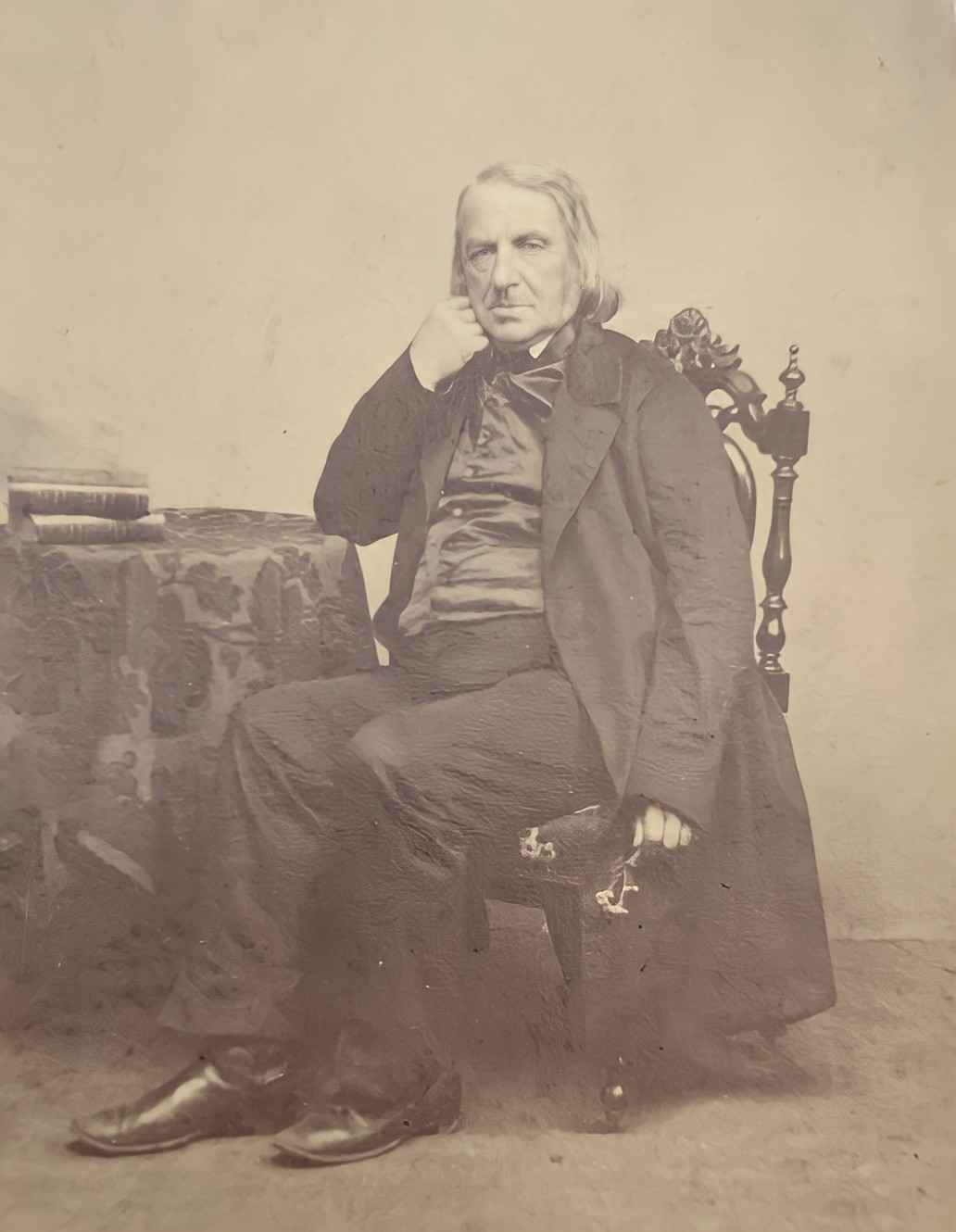
Sébastien René Lenormand

Sébastien René Lenormand, genannt René, (* 2. April 1796 in Condé-sur-Noireau; † 10. Dezember 1871) war ein französischer Anwalt und Botaniker. Er befasste sich besonders mit Algen. Sein offizielles botanisches Autorenkürzel lautet „Lenorm.“

## Leben
Lenormand, Sohn eines Anwalts, ging in Vire und Caen zur Schule und studierte ab 1817 Jura in Paris mit dem Abschluss 1820 und war dann Anwalt in Vire in der Normandie. 1835 gab er den Anwaltsberuf auf und widmete sich ganz der Botanik. Seine Leidenschaft für Botanik begann schon in seiner Schulzeit in Caen, wo er Vorlesungen von Jean Vincent Félix Lamouroux hörte.
Er selbst sammelte nur in Frankreich, erwarb und beschrieb aber Sammlungen anderer Botaniker aus aller Welt. Er hinterließ ein umfangreiches Herbarium von Algen, das an der Universität Caen ist.
Die Rotalgen-Gattung Lenormandia ist nach ihm von Otto Wilhelm Sonder benannt.

## Schriften
- mit Émile Deplanche: Catalogue des plantes recueillies a Cayenne, 1859